# Pablo Bastianini
Pablo Bastianini (Zárate, 9 november 1982) is een Argentijns voetballer.